# Museo della guerra (Salonicco)
Il Museo della guerra (in greco Πολεμικό Μουσείο Θεσσαλονίκης?) è un museo militare a Salonicco, nella Macedonia Centrale in Grecia. 
Il Museo della guerra di Salonicco ha aperto nell'ottobre 2000. È ospitato in un edificio progettato dall'architetto Vitaliano Poselli ed eretto tra il 1900 e il 1902. 
La missione del museo è di preservare la memoria e il patrimonio storico militare nella Grecia settentrionale. 
Le collezioni permanenti mostrano eventi che furono uno spartiacque nella storia della Grecia moderna dagli inizi del XX secolo alla liberazione della Grecia dalle forze tedesche alla fine della seconda guerra mondiale. Includono fotografie dell'epoca, uniformi dell'aeronautica e della marina elleniche, armi dell'esercito, repliche di artiglieria e navi, opere d'arte, incisioni su pietra, mappe, dipinti, cartoline e oggetti simili degli eserciti di altri paesi dei Balcani. 
Questi oggetti illustrano le guerre dei Balcani, la prima guerra mondiale, la campagna dell'Asia minore, la guerra greco-italiana, la battaglia dei forti nella Macedonia orientale, la battaglia di Creta, l'occupazione e la resistenza, il ruolo svolto dalle forze greche nell'azione alleata in Nordafrica, Italia e Normandia, così come la liberazione dalle forze di occupazione. 
Oltre agli spazi espositivi, il Museo della guerra ha un anfiteatro, una sala polivalente e una biblioteca ben fornita di scritti su storia e guerra. Inoltre, tutte le pubblicazioni del Ministero della Difesa, del Dipartimento di Storia militare e del Museo della guerra sono in vendita presso il negozio del museo.

## Galleria d'immagini

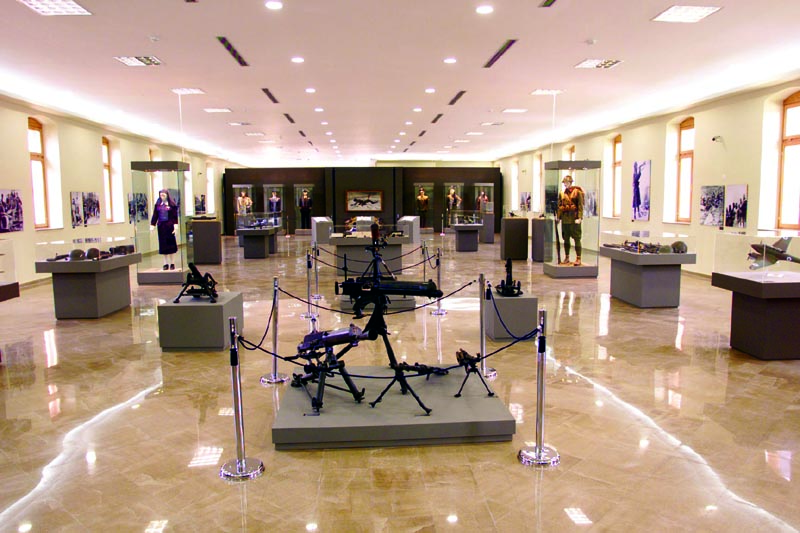
Interno del museo
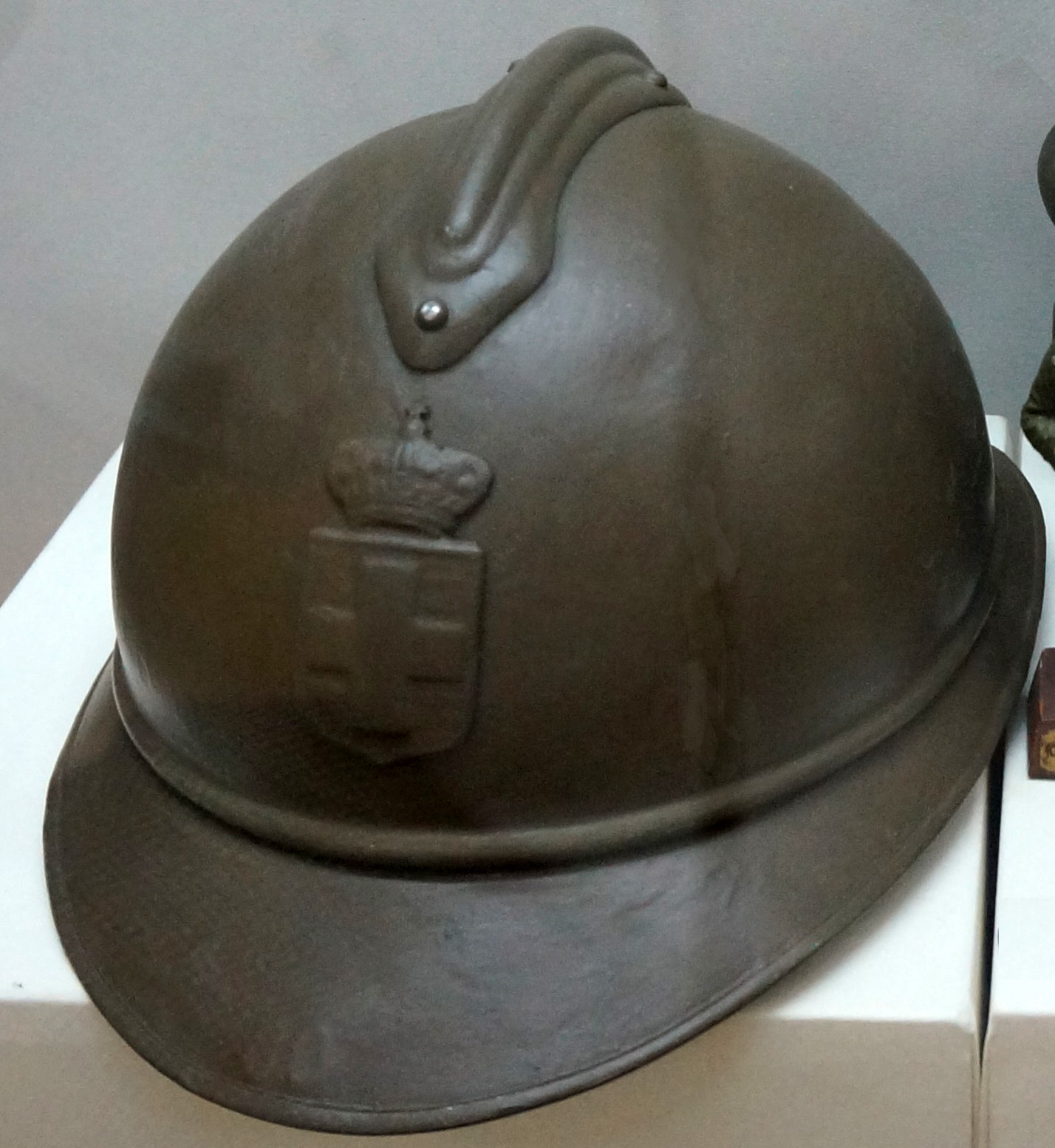
Elmetto Adrian Mod. 16 della prima guerra mondiale dell'esercito greco
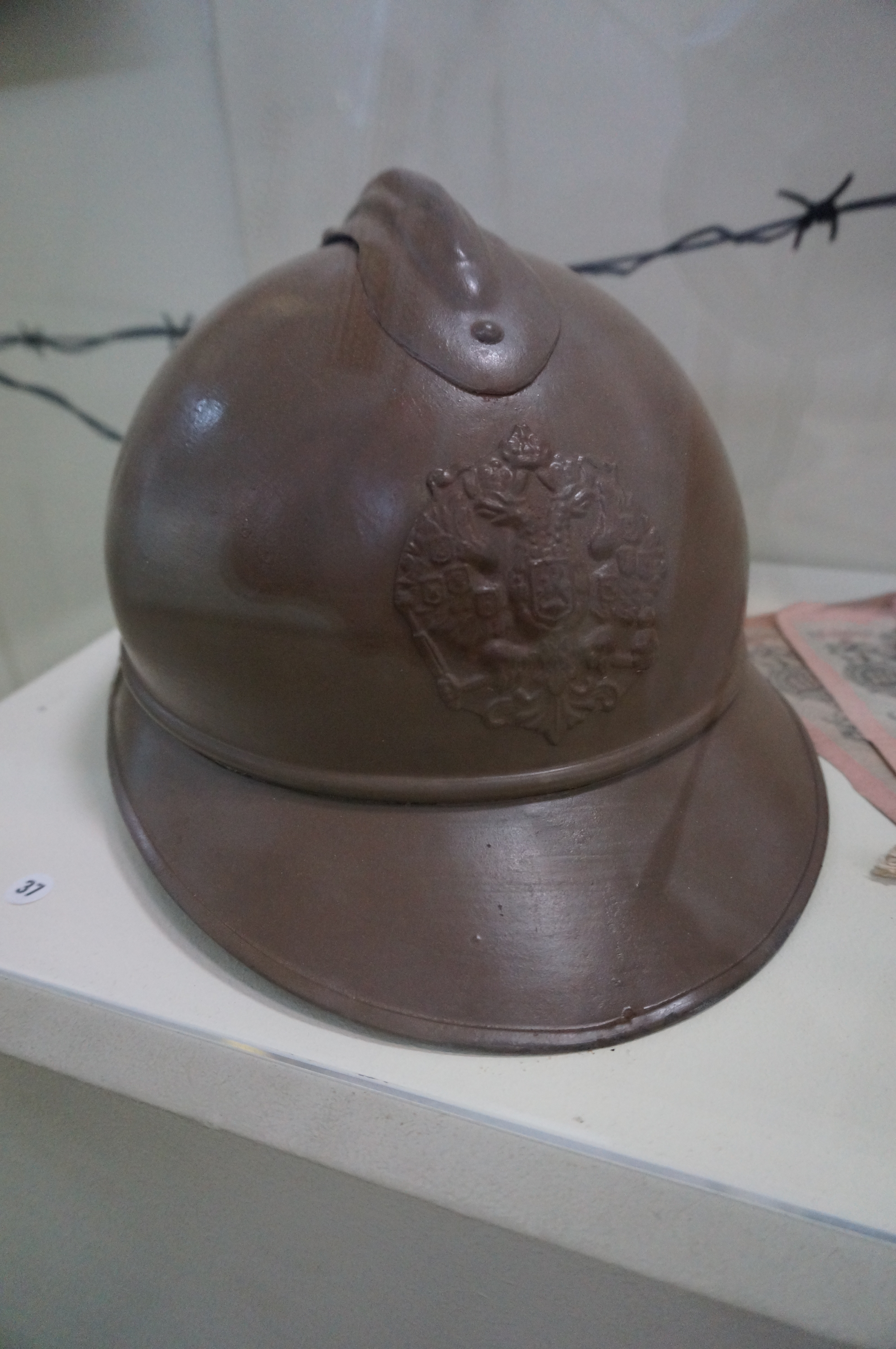
Elmetto Adrian Mod. 16 della prima guerra mondiale dell'esercito serbo
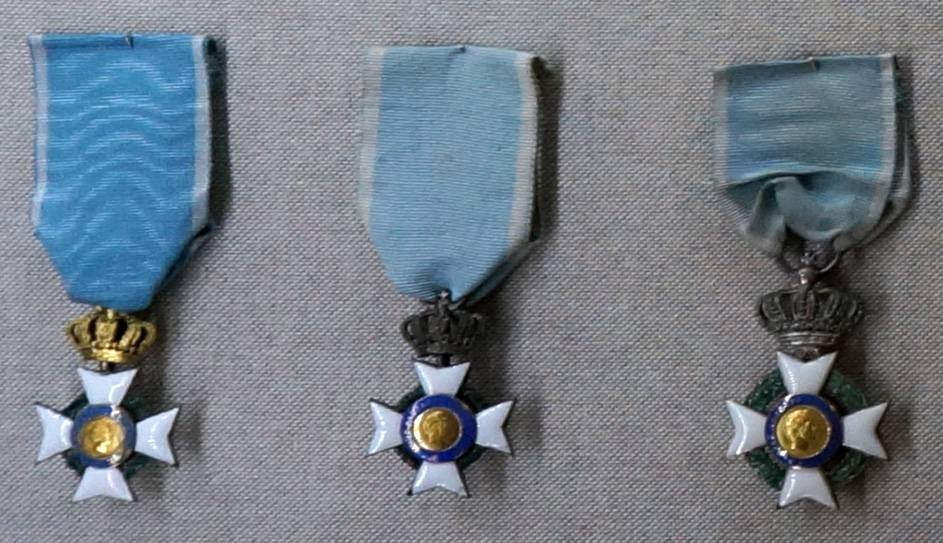
Decorazioni dell'Ordine del Redentore, dalla raccolta ordini del museo
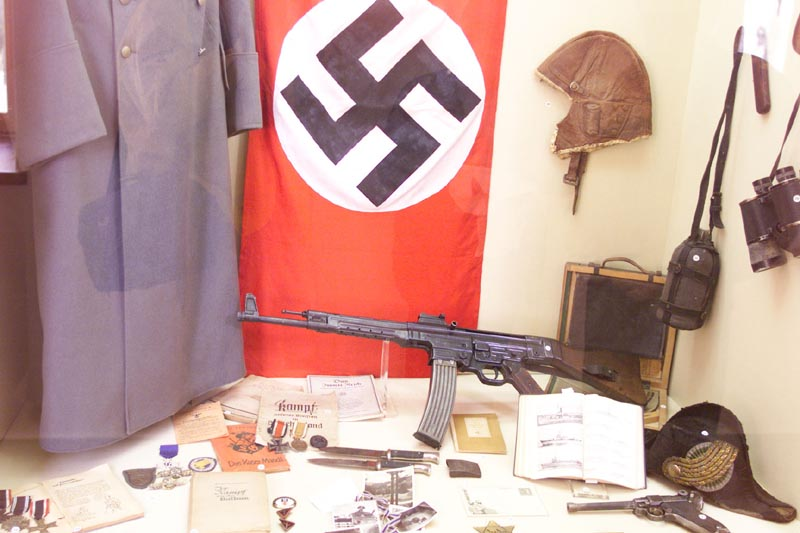
Manufatti dalla collezione di Nikolaos Nikoltsos
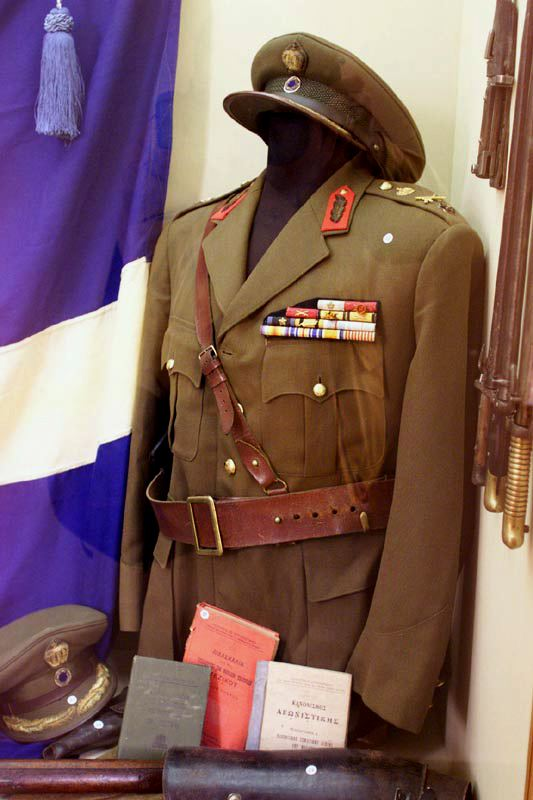
Manufatti dalla collezione di Vasilios Nikoltsos
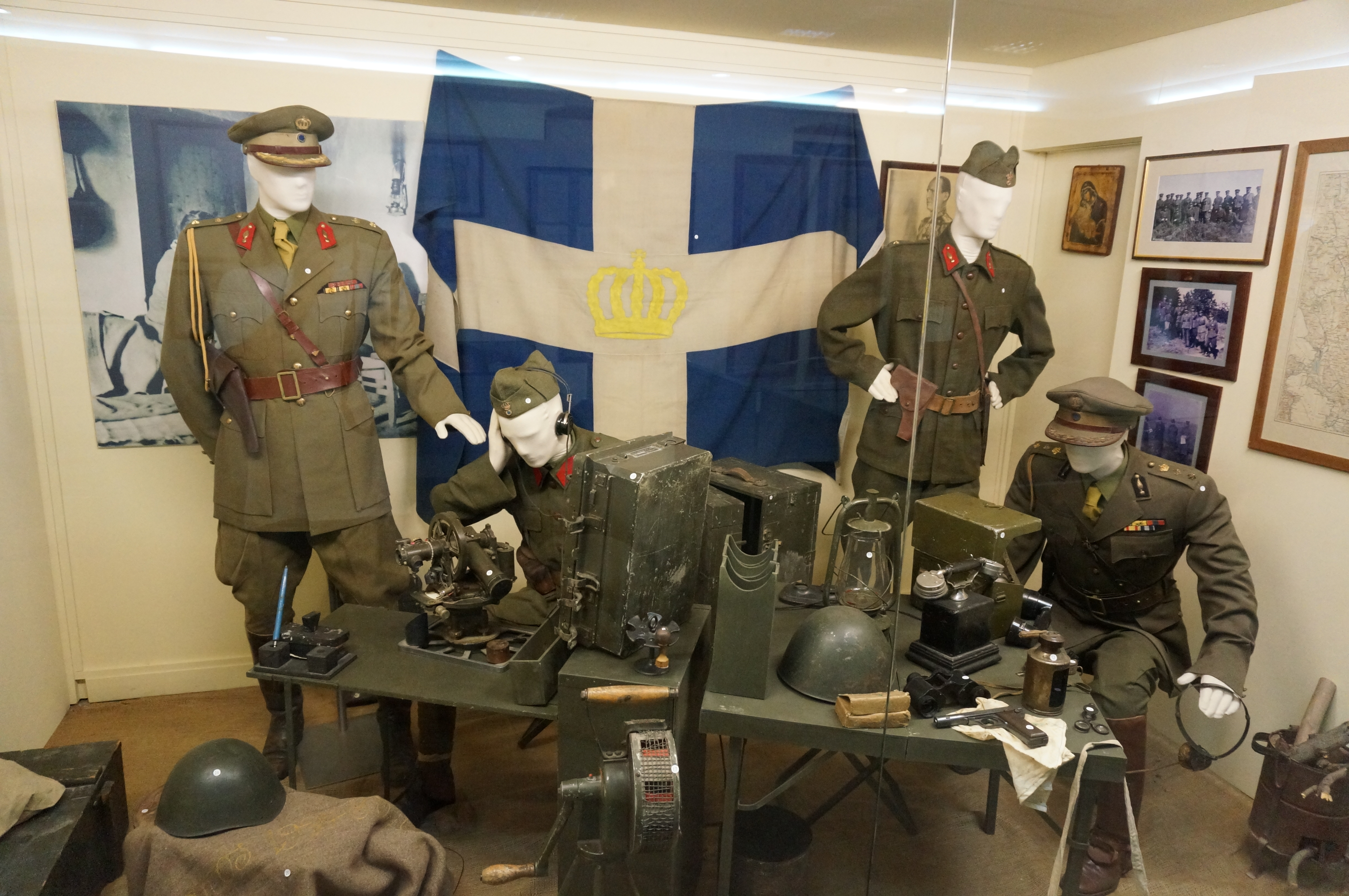
Uniformi della seconda guerra mondiale
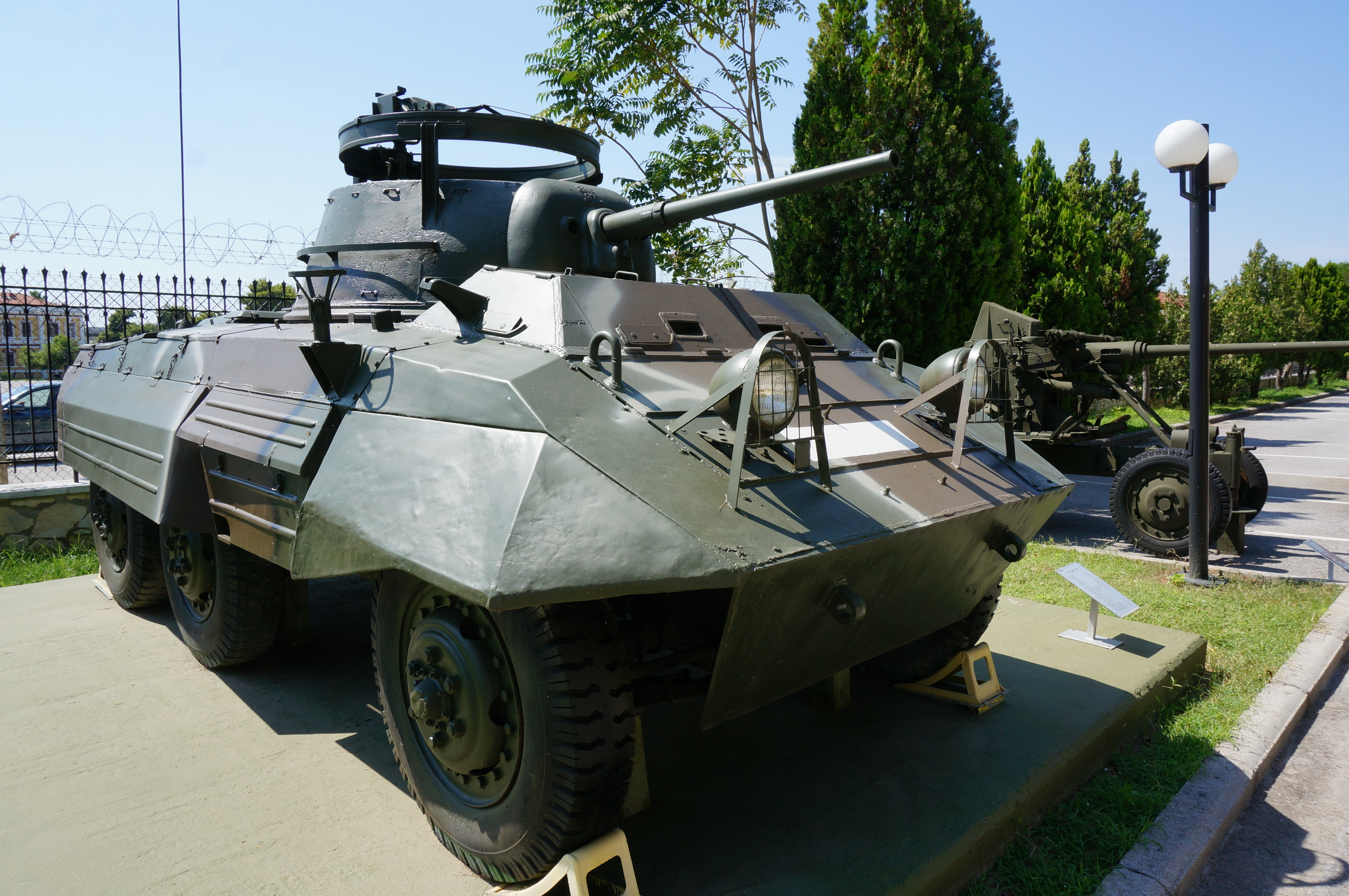
Un'autoblindo M8 Greyhound dell'Esercito greco
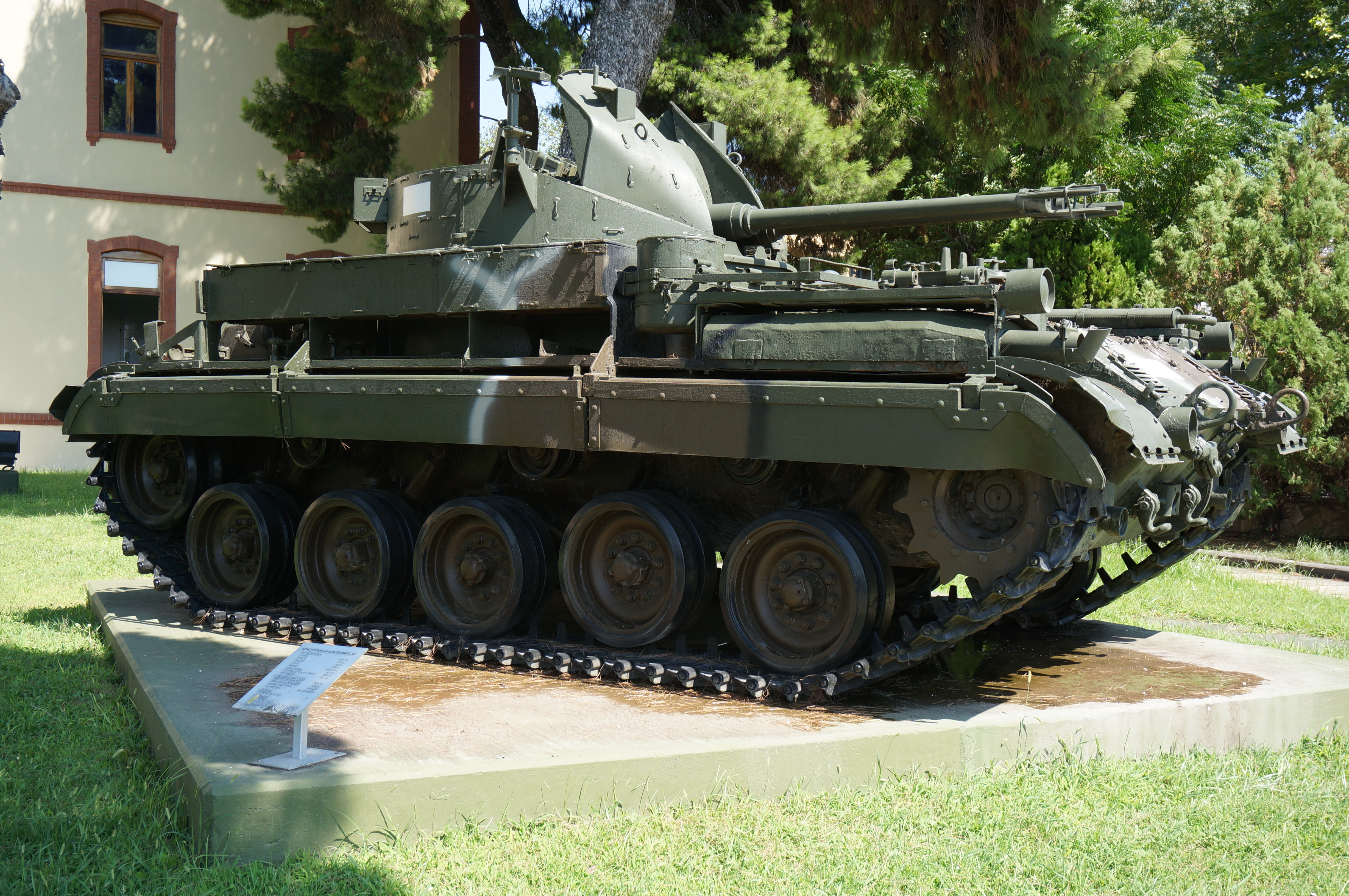
Un semovente antiaereo M42 Duster dell'epoca della guerra fredda
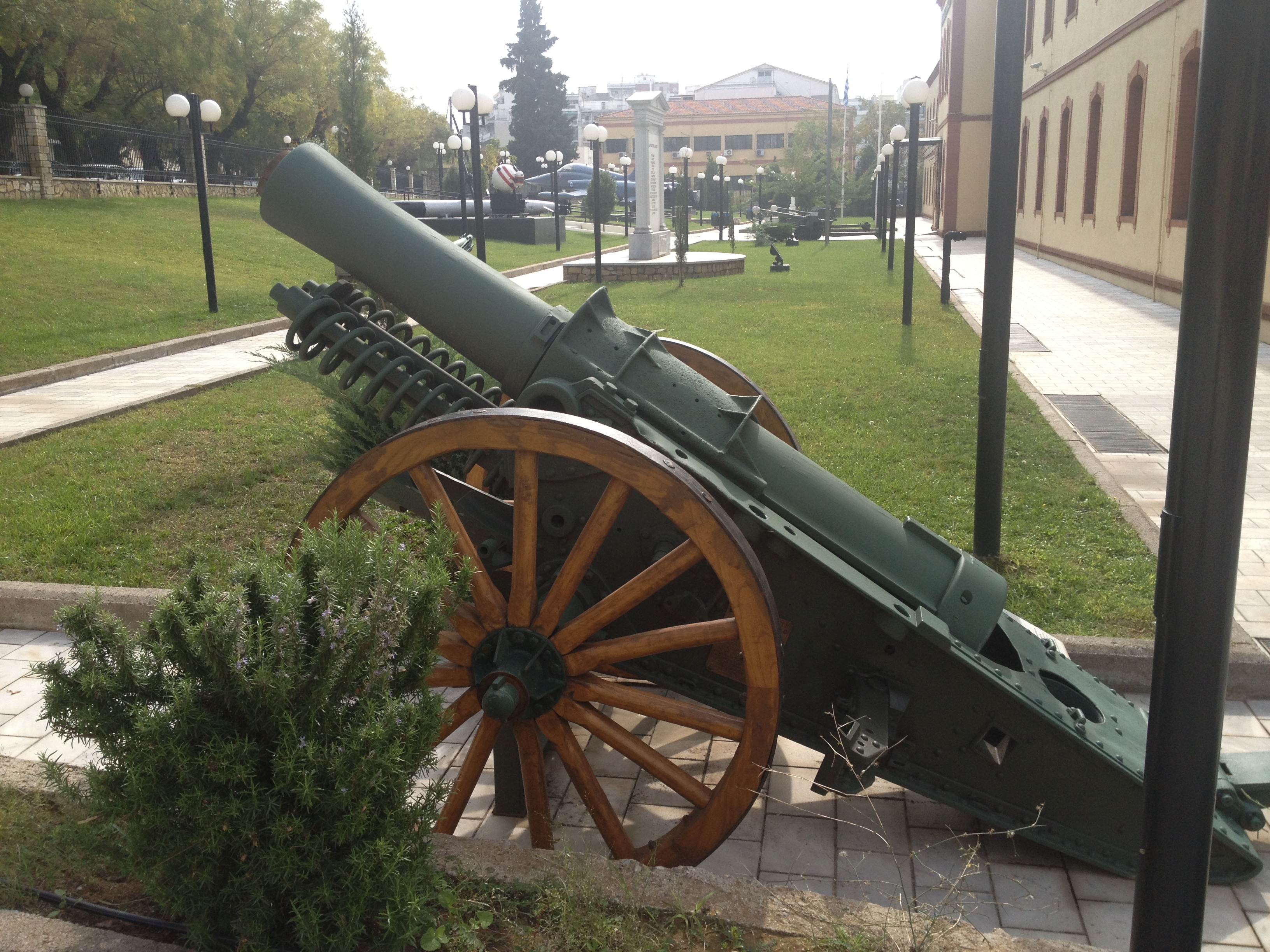
Un obice BL da 6 pollici 30 cwt
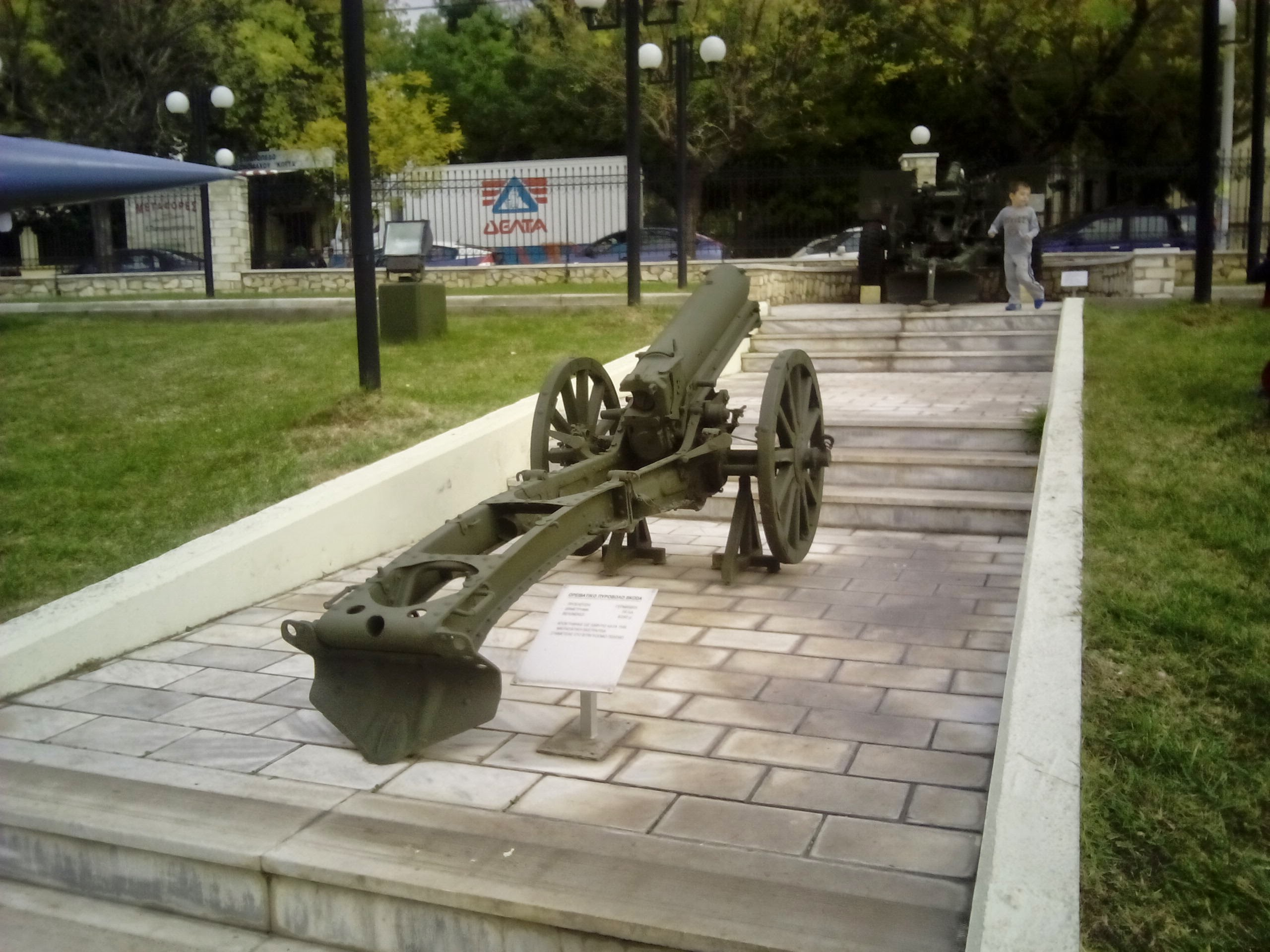
Artiglieria Skoda
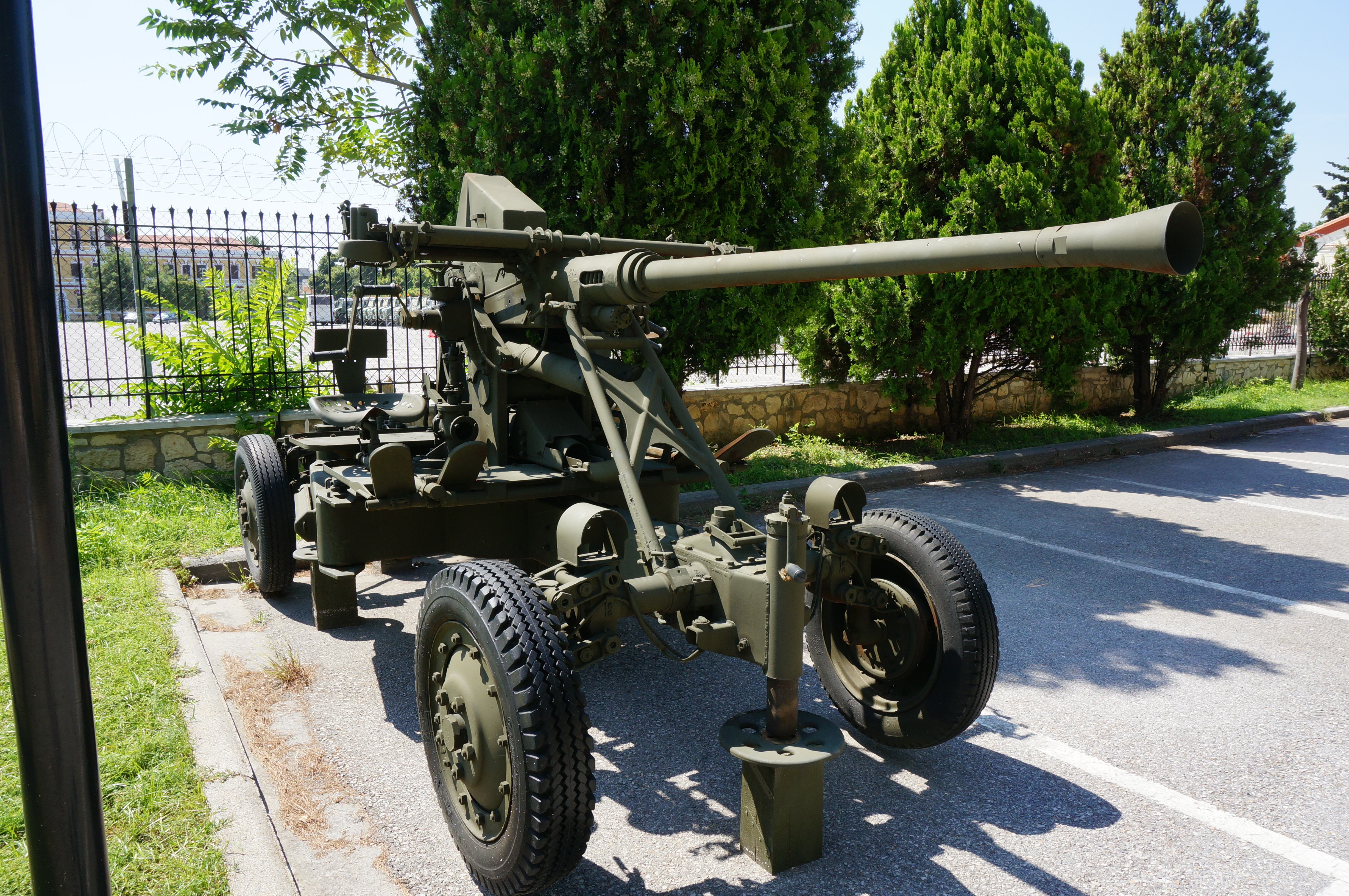
Un cannone antiaereo Bofors 40 mm
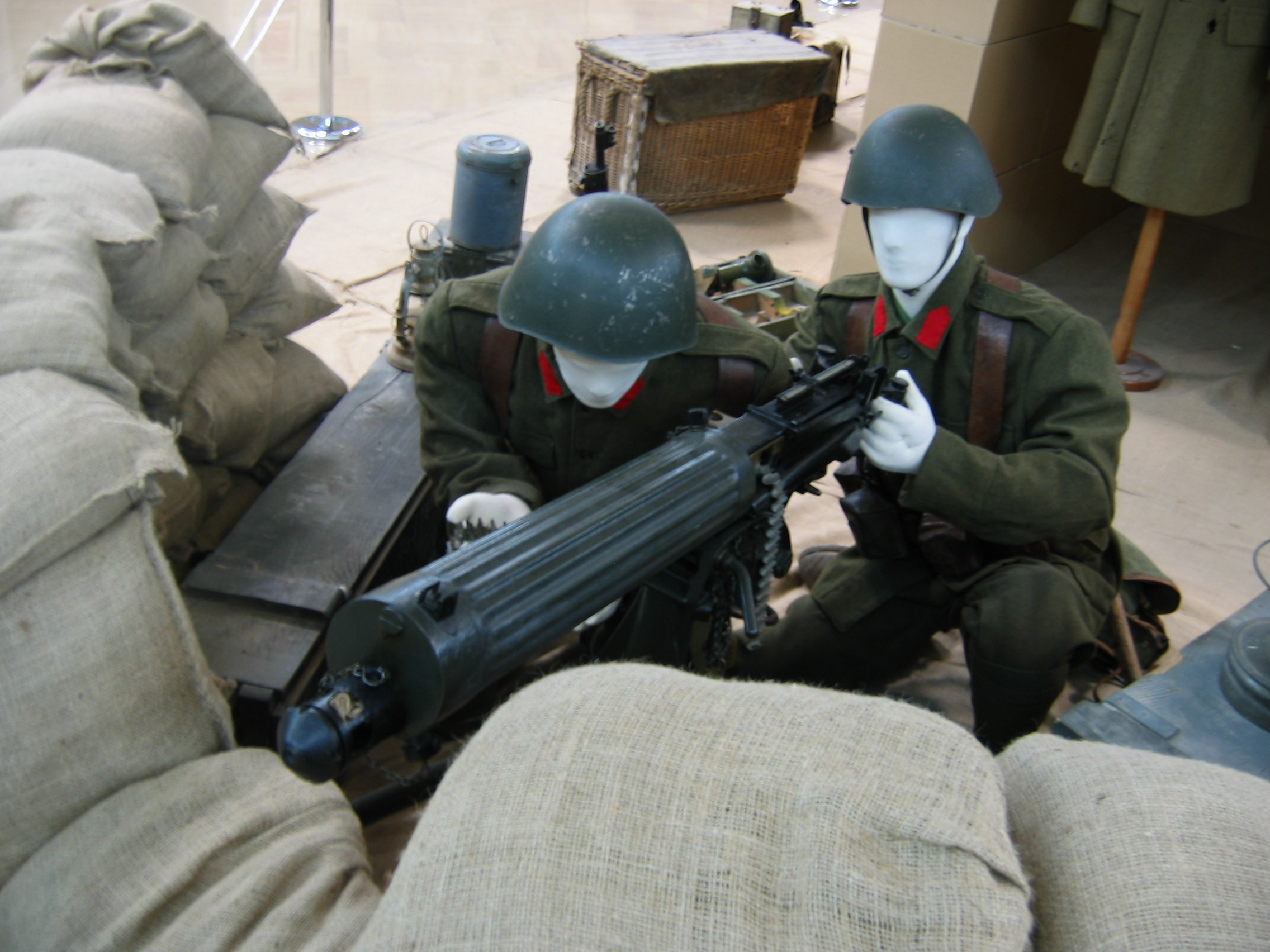
Uniformi della seconda guerra mondiale con l'elmetto greco M1934/39 e una mitragliatrice Vickers
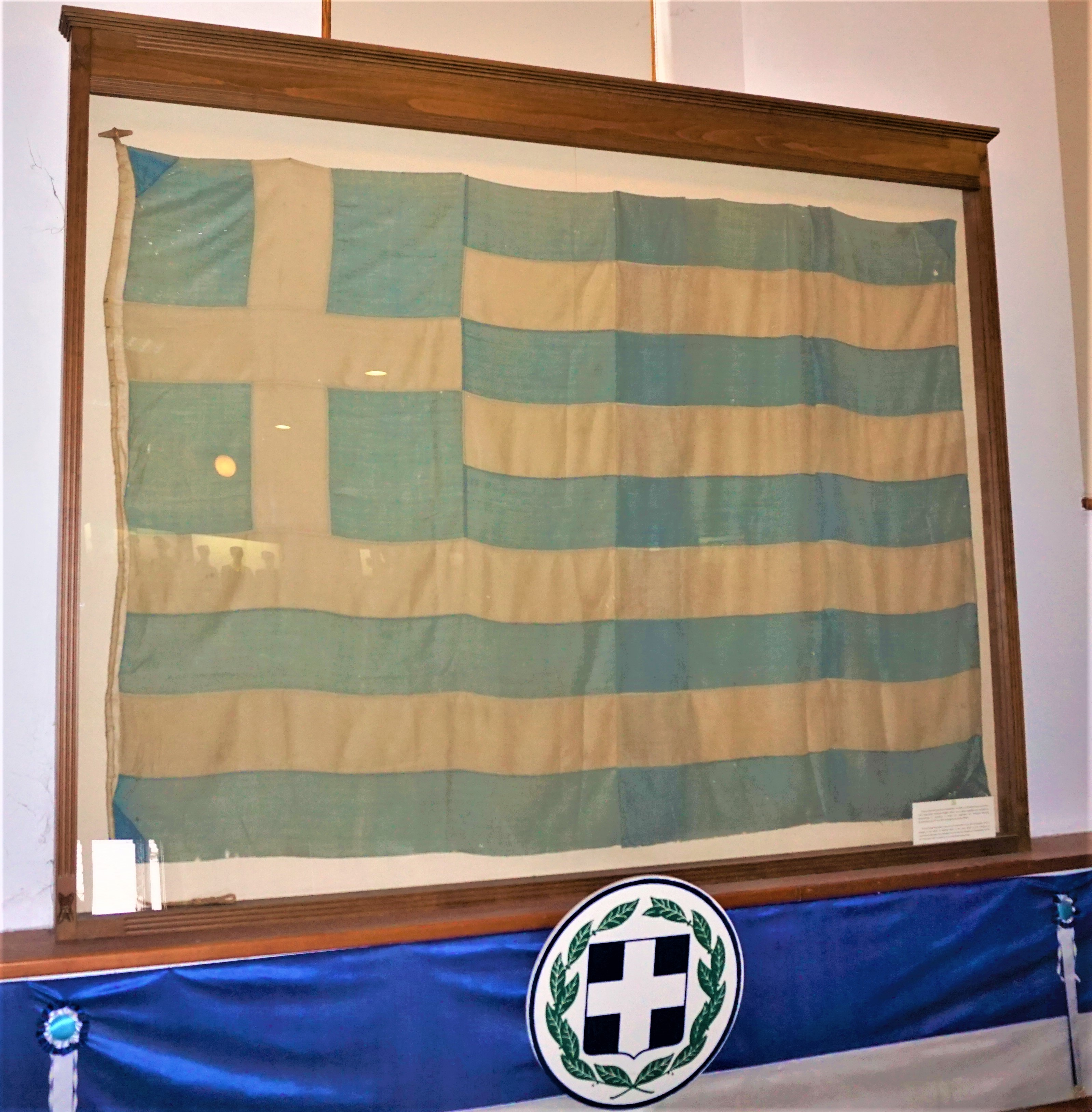
Bandiera greca del 1912